# Деца на природата
„Деца на природата“ (на исландски: Börn náttúrunnar) е исландски филм от 1991 година, драма на режисьора Фридрик Тоур Фридриксон по негов сценарий в съавторство с Ейнар Маур Гвюдмюндсон.
В центъра на сюжета е мъж, който става твърде стар, за да се грижи сам за своята отдалечена ферма, и е изпратен от дъщеря си в старчески дом. Там той попада на своя близка от младежките си години и двамата бягат от дома, за да се върнат в изоставено селище от своята младост и да умрат там заедно. Главните роли се изпълняват от Гисли Галдорсон и Сигридур Хагалин.
„Деца на природата“ е номиниран за „Оскар“ за чуждоезичен филм.